# Wegil
Wegil is een bestuurslaag in het regentschap Pati van de provincie Midden-Java, Indonesië. Wegil telt 5150 inwoners (volkstelling 2010).